# Energiepark Witznitz

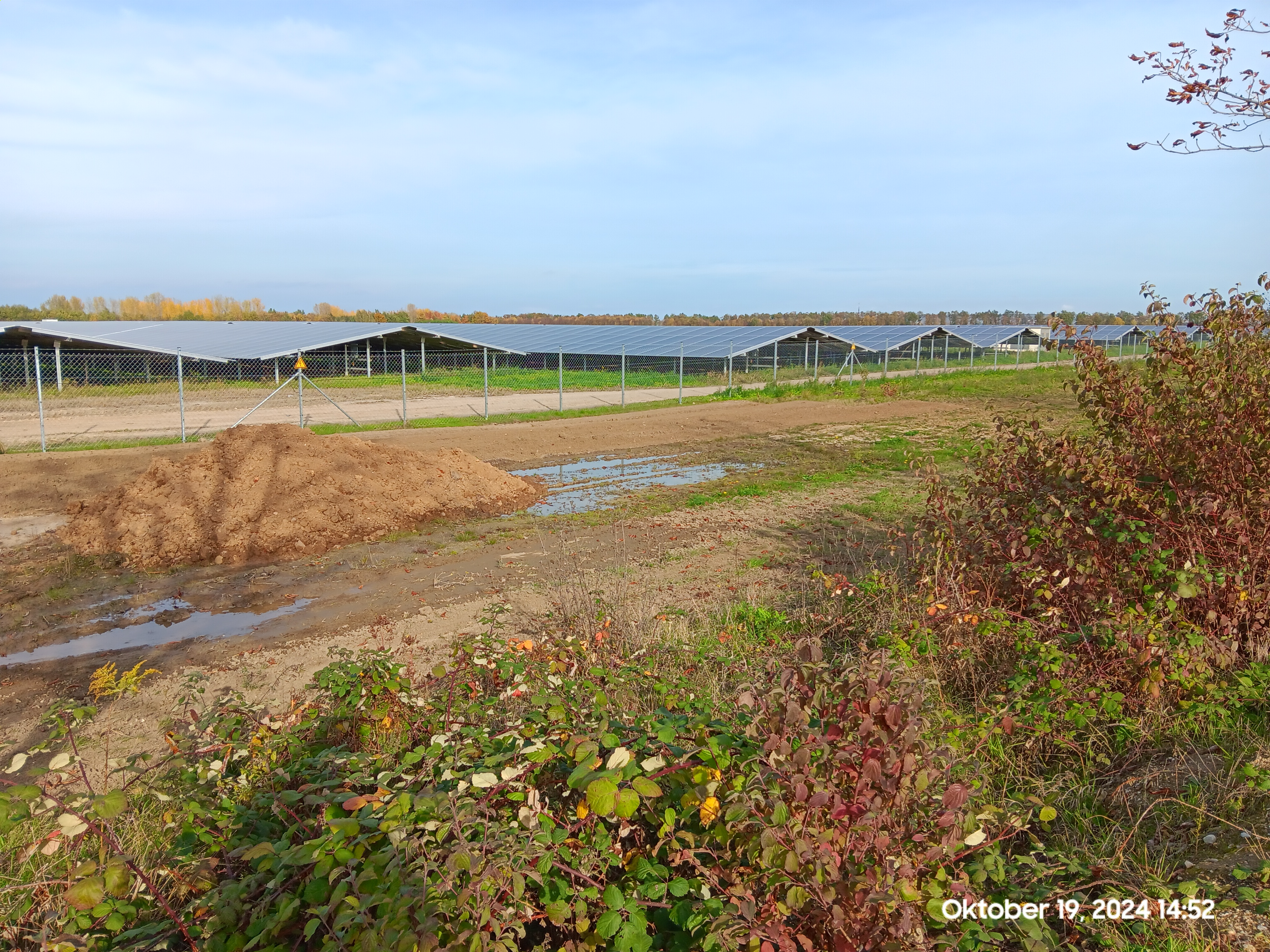
Energiepark Witznitz Oktober 2024

Der Energiepark Witznitz ist eine Photovoltaik-Freiflächenanlage in Sachsen, die bei Fertigstellung 2024 der größte Solarpark Deutschlands war. Die Anlage hat eine Leistung von insgesamt 650 MW, wovon 605 MW im April 2024 in Betrieb gingen. Mitte 2024 wurde der neue Energiepark offiziell eröffnet. Noch im Laufe des Sommers 2024 wurde eine weitere Phase mit 45 MW in Betrieb genommen.
Der Beginn der Bauarbeiten war am 8. Juni 2022. Insgesamt wurden auf dem Gelände eines ehemaligen Braunkohletagesbergbaus im Umland von Leipzig auf einer Fläche von etwa 5 km² 1,1 Millionen Solarmodule verbaut. Zudem wurden 1,2 km² ökologischer Ausgleichsfläche angelegt. Die Stromeinspeisung erfolgt direkt in das Höchstspannungsnetz, das aufgrund des Braunkohlebergbaus in der Region vorhanden war. Gebaut wurde der Park durch Signal Iduna und deren Finanztochter Hansainvest Real Assets. Der Solarpark wurde ohne Inanspruchnahme staatlicher Förderungen gebaut. Stattdessen wird die produzierte Energie für einen fixen Betrag 15 Jahre lang direkt an Shell verkauft, die ihn an Rechenzentren von Microsoft weiterleitet.
2024 kam es zu Beschwerden, dass von dem Umspannwerk, mit dem der Solarpark ins Stromnetz einspeist, ein Brummen ausgehe. Im Landratsamt Borna gingen gut 70 Beschwerden deswegen ein. Das Landratsamt erklärte, dass keine Richtwerte überschritten würden, bestätigte aber den Brummton. Es sollen aber weitere Messungen von Emissionen und Immissionen durchgeführt werden, auf deren Basis dann Schallschutzmaßnahmen in Angriff genommen werden sollen.